# Westlock
Westlock ist eine Ortschaft in Alberta, Kanada und hat seit 1947 den Status einer Kleinstadt (englisch Town). Die Gemeinde in Zentral-Alberta liegt ca. 90 Kilometer nördlich von Edmonton an der Kreuzung des Alberta Highway 18 mit dem Alberta Highway 44 und der Verwaltungsbezirk Westlock County hat hier seinen Sitz. Westlock liegt in den nördlichen Ausläufern der Great Plains, in der Aspen Parkland Region. Einige Kilometer nordwestlich der Gemeinde fließt der Pembina River.
Die Gemeinde entstand 1912 und hat ihren Namen nach den Namensbestandteilen (Kofferwort) West von Westgate und Lock von Lockhart.

## Demographie
Der Zensus im Jahr 2016 ergab für die Gemeinde eine Bevölkerungszahl von 5101 Einwohnern, nachdem der Zensus im Jahr 2011 für die Gemeinde noch eine Bevölkerungszahl von 4823 Einwohnern ergab. Die Bevölkerung hat dabei im Vergleich zum letzten Zensus im Jahr 2011 um 5,8 % zugenommen, während der Provinzdurchschnitt bei einer Bevölkerungszunahme von 11,6 %. Im Zensuszeitraum 2006 bis 2011 hatte die Einwohnerzahl in der Gemeinde um 3,7 % abgenommen, während sie im Provinzdurchschnitt um 10,8 % zunahm.

## Söhne und Töchter der Stadt
- Sohen Biln (1939–2012), Ruderer
- Greg Polis (1950–2018), Eishockeyspieler
- Kyle Chipchura (* 1986), Eishockeyspieler